# You Give Me Something
You Give Me Something is de eerste single van de Engelse zanger James Morrison, deze werd uitgebracht op 16 juli 2006 in Engeland en kort daarop ook in Nederland. Het nummer staat op het debuutalbum van Morrison, genaamd Undiscovered, dat op 31 juli 2006 werd uitgebracht. Het nummer werd genomineerd voor een Brit Award in de categorie voor beste single van 2006/2007. De single behaalde een nummer 2 notering in de Nederlandse Top 40 en de Mega Top 50.

## Nummer
De single werd op maxi-disc bijgestaan door nog twee andere nummers
- Is Anybody Home
- Burns Like Summer Sun

Morrison gaf als uitleg voor de tekst van het nummer, dat hij zelf als een harde liefdessong betitelt, dat het hoofdpersonage in het lied niet zoveel liefde koestert voor de ander, maar de relatie toch een kans wil geven.

## NPO Radio 2 Top 2000
| Nummer met noteringen in de NPO Radio 2 Top 2000 | '07 | '08 | '09  | '10  | '11  | '12  | '13  |
| ------------------------------------------------ | --- | --- | ---- | ---- | ---- | ---- | ---- |
| You Give Me Something                            | 879 | -   | 1375 | 1599 | 1396 | 1396 | 1854 |

1. ↑  Een '-' betekent dat het nummer niet was genoteerd en een vetgedrukt getal geeft de hoogste notering aan.
2. ↑  2007 was het eerste jaar met een notering voor dit nummer.
3. ↑  Deze tabel is bijgewerkt tot en met de laatste editie (2024).